# Fenilaceton
1-fenil-2-propanon (P2P) odnosno benzil-metil-keton (BMK) je vrsta tvari koja se može uporabiti za izradu droga ("prekursor"). Uvršten je u Hrvatskoj na temelju Zakona o suzbijanju zlouporabe droga na Popis tvari koje se mogu uporabiti za izradu droga - Europski klasifikacijski sustav ovisno o mogućnostima zlouporabe, Službeni list Europske unije od 18. veljače 2004. Kemijsko ime po CAS-u je (1-phenyl-2-propanone), KN oznaka je 2914 31 00, CAS-ov broj je 103-79-7.
1-fenilpropan-2-on zove se još i fenilaceton. Kemijski je aromatski keton (benzil-metil-keton). Primjenjuje ga se u farmaceutskoj industriji kao polazna sirovina za proizvodnju nekih lijekova. Budući da ga se može zloporabiti pripravom zabranjenih stimulansa iz skupine amfetamina, nalazi se na popisu tvari pod nadzorom.
Na sobnoj temperaturi pri atmosferskom tlaku na morskoj razini, to je bezbojna do svijetložućkasta zapaljiva tekućina. Gustoće je 1,015 g/cm3. Tali se na -15 °C. Vrelište mu je na 216 °C. Ne miješa se s vodom. Dobro se miješa sa skoro svim organskim otapalima.